# 埃塞俄比亞—印度關係
埃塞俄比亞－印度關係，是指印度共和國和埃塞俄比亞聯邦民主共和國之間的雙邊關係。於1948年7月，印度和埃塞俄比亞建交，在對方國家互設使館；四年後，兩國的關係提高到大使級。印度在衣索比亞首都阿迪斯阿貝巴設大使館，埃塞俄比亞亦於新德里設有大使館。兩國關係密切而友好，印度支持埃塞俄比亞的發展，埃塞俄比亞亦一直支持印度成為聯合國安理會常任理事國。印度和埃塞俄比亞兩國在一些國際議題上維持合作關係，如打擊恐怖主義、聯合國改革、對抗氣候變化等。

## 經貿關係
於2011-12年，印度和埃塞俄比亞兩國之間的雙邊貿易總額為6.6億美元，預計於2015年將上升至100億。印度出口到埃塞俄比亞的產品包括藥物、鋼鐵、機械、食品、塑料、油氈產品、紙、紡織品、化工產品和運輸設備鋼鐵等，而埃塞俄比亞出口到印度的產品則包括生皮、豆類、香料、皮革和金屬廢料。印度在埃塞俄比亞的投資額度約為500億美元，是埃塞俄比亞第二大外國投資者；印度於2011年在埃塞俄比亞的投資總額為47.8億美元，並預計會於2015年上升至100億美元。
兩國在2007年簽署了促進和保護雙邊投資協定，又於2011年簽署租稅協定，以促進兩國之間相互貿易和投資。在第二屆印度－非洲論壇峰會上，印度總理曼莫漢·辛格宣布提高借貸予埃塞俄比亚的信用額度至3億美元，以幫助重建阿迪斯阿貝巴－吉布地鐵路；印度其後又提高信用額度至7.1億美元，協助埃塞俄比亞的農村電氣化和製糖業。

## 科技合作
印度同意在肉類和奶製品行業的發展上與埃塞俄比亞合作。為了建立人力資源，印度設立了印度技術和經濟合作計劃，培訓埃塞俄比亞的外交和貿易談判代表。印度陸軍又參與協助培訓和發展埃塞俄比亞陸軍。印度亦承諾於2007年在埃塞俄比亞設立泛非洲電子網絡項目的第一個試點。